# Ternana Calcio 1998-1999
Questa voce raccoglie le informazioni riguardanti la Ternana Calcio nelle competizioni ufficiali della stagione 1998-1999.

## Stagione
Nella stagione 1998-1999 la neopromossa Ternana disputa il campionato di Serie B, raccoglie 45 punti con il quindicesimo posto in classifica. Una stagione complicata, caratterizzata da un via vai di allenatori che si sono alternati alla guida tecnica. Non è stato confermato il tecnico della promozione Gigi Delneri, la stagione è iniziata con Antonello Cuccureddu, poi a fine novembre con i rossoverdi a 13 punti a metà classifica, viene richiamato Delneri che resta in sella fino al termine del girone di andata, chiuso al quint'ultimo posto con 18 punti. Il girone di ritorno è stato guidato tutto da Vincenzo Guerini, il quale ha portato a termine positivamente la stagione, ottenendo l'obiettivo primario di mantenere la categoria cadetta, grazie ad un discreto finale di campionato. Miglior marcatore stagionale il friulano Massimo Borgobello che dopo aver contribuito alla promozione la scorsa stagione in serie C1, anche tra i cadetti ha segnato 15 reti. Nella Coppa Italia le fere subito fuori dal torneo, eliminate dal Genoa.

## Rosa
| N. |                   | Ruolo | Calciatore         |
| -- | ----------------- | ----- | ------------------ |
| 1  | Italia (bandiera) | P     | Christian Bini     |
| 2  | Italia (bandiera) | D     | Andrea Turato      |
| 3  | Italia (bandiera) | C     | Ezio Brevi         |
| 4  | Italia (bandiera) | D     | Mauro Mayer        |
| 5  | Italia (bandiera) | D     | Cristian Stellini  |
| 6  | Italia (bandiera) | D     | Riccardo Onorato   |
| 7  | Italia (bandiera) | D     | Dario Baccin       |
| 8  | Italia (bandiera) | C     | Marco Sesia        |
| 9  | Italia (bandiera) | A     | Massimo Borgobello |
| 10 | Italia (bandiera) | A     | Corrado Grabbi     |
| 11 | Italia (bandiera) | C     | Mirko Monetta      |
| 12 | Italia (bandiera) | P     | Paolo Fabbri       |
| 13 | Italia (bandiera) | C     | Gianluca Grava     |
| 14 | Italia (bandiera) | A     | Fabrizio Miccoli   |
| 15 | Italia (bandiera) | C     | Giuseppe Ferazzoli |
| 15 | Italia (bandiera) | D     | Cristian Servidei  |

| N. |                    | Ruolo | Calciatore          |
| -- | ------------------ | ----- | ------------------- |
| 16 | Uruguay (bandiera) | D     | César Pellegrín     |
| 17 | Italia (bandiera)  | C     | Nicola Cingolani    |
| 18 | Italia (bandiera)  | C     | Daniele Bellotto    |
| 19 | Italia (bandiera)  | A     | Christian Guatteo   |
| 19 | Italia (bandiera)  | A     | Enrico Buonocore    |
| 20 | Italia (bandiera)  | A     | Giovanni Tiberi     |
| 21 | Italia (bandiera)  | C     | Marco Cento         |
| 22 | Italia (bandiera)  | P     | Massimo Fiorentino  |
| 23 | Italia (bandiera)  | D     | Cristian Silvestri  |
| 24 | Italia (bandiera)  | C     | Alfonso Camorani    |
| 25 | Italia (bandiera)  | C     | Fabrizio Fabris     |
| 29 | Italia (bandiera)  | C     | Andrea Boscolo      |
| 30 | Italia (bandiera)  | C     | Alessandro Cucciari |
| 31 | Italia (bandiera)  | A     | Sandro Tovalieri    |
| 32 | Italia (bandiera)  | D     | Filippo Dal Moro    |
| 33 | Italia (bandiera)  | P     | Giorgio Sterchele   |

## Risultati

### Serie B

#### Girone di andata
| Terni 6 settembre 1998 1ª giornata | Ternana           | 0 – 0 | Reggiana | Stadio Libero Liberati\| Arbitro: \| Bonfrisco (Monza) \| |
| Arbitro:                           | Bonfrisco (Monza) |       |          |                                                           |

| Arbitro: | Pin (Conegliano) |

|                     |           |            |
| Riccio 45+3’ (rig.) | Marcatori | 55’ Fabris |

| Arbitro: | Sirotti (Forlì) |

|                       |           |                     |
| Fabris 29’ Tiberi 93’ | Marcatori | 77’ (rig.) Ferrante |

| Arbitro: | Pirrone (Messina) |

|            |           |  |
| Caccia 40’ | Marcatori |  |

| Terni 4 ottobre 1998 5ª giornata | Ternana          | 0 – 0 | Genoa | Stadio Libero Liberati\| Arbitro: \| Rossi (Ciampino) \| |
| Arbitro:                         | Rossi (Ciampino) |       |       |                                                          |

| Arbitro: | Guiducci (Arezzo) |

|                        |           |               |
| Monetta 15’ Grabbi 56’ | Marcatori | 84’ Vignaroli |

| Arbitro: | Sputore (Vasto) |

|             |           |  |
| Cerbone 69’ | Marcatori |  |

| Arbitro: | Sputore (Vasto) |

|                            |           |              |
| Cucciari 20’ Tovalieri 67’ | Marcatori | 74’ Scarlato |

| Arbitro: | Fausti (Milano) |

|                                            |           |                |
| Pisano 24’, 27’, 47’ Gelsi 33’ Palumbo 68’ | Marcatori | 87’ Borgobello |

| Arbitro: | Preschern (Mestre) |

|                                 |           |                          |
| Borgobello 8’ (rig.) Fabris 11’ | Marcatori | 21’ Silenzi 75’ Biliotti |

| Arbitro: | Pirrone (Messina) |

|                 |           |                |
| Ghirardello 65’ | Marcatori | 82’ Borgobello |

| Arbitro: | Cardella (Torre del Greco) |

|  |           |           |
|  | Marcatori | 27’ Cozza |

| Arbitro: | Dagnello (Trieste) |

|              |           |            |
| Matzuzzi 51’ | Marcatori | 20’ Tiberi |

| Arbitro: | Rosetti (Torino) |

|           |           |                             |
| Tiberi 9’ | Marcatori | 55’ A. Filippini 69’ Hubner |

| Arbitro: | Nucini (Bergamo) |

|                        |           |             |
| L. Beghetto 93’ (rig.) | Marcatori | 10’ Miccoli |

| Arbitro: | Pirrone (Messina) |

|                |           |               |
| Borgobello 18’ | Marcatori | 20’ Comandini |

| Arbitro: | Serena (Bassano del Grappa) |

|                                               |           |                   |
| Italiano 73’ De Vitis 85’ (rig.) Aglietti 94’ | Marcatori | 93’ (rig.) Grabbi |

| Terni 17 gennaio 1999 18ª giornata | Ternana             | 0 – 0 | Reggina | Stadio Libero Liberati\| Arbitro: \| Castellani (Verona) \| |
| Arbitro:                           | Castellani (Verona) |       |         |                                                             |

| Arbitro: | Bonfrisco (Monza) |

|                           |           |  |
| Tudisco 28’, 45+1’ (rig.) | Marcatori |  |

#### Girone di ritorno
| Arbitro: | Pin (Conegliano) |

|               |           |              |
| Margiotta 45’ | Marcatori | 60’ Cucciari |

| Arbitro: | Sputore (Vasto) |

|                    |           |  |
| Buonocore 34’, 54’ | Marcatori |  |

| Torino 14 febbraio 1999 22ª giornata | Torino           | 0 – 0 | Ternana | Stadio delle Alpi\| Arbitro: \| Bertini (Arezzo) \| |
| Arbitro:                             | Bertini (Arezzo) |       |         |                                                     |

| Arbitro: | Paparesta (Bari) |

|              |           |              |
| Stellini 28’ | Marcatori | 76’ Siviglia |

| Arbitro: | Preschern (Mestre) |

|                                                           |           |              |
| Francioso 7’, 35’ Manetti 18’ Nappi 24’, 53’ Marrocco 70’ | Marcatori | 29’ Dal Moro |

| Arbitro: | Dagnello (Trieste) |

|           |           |                |
| Annoni 9’ | Marcatori | 10’ Borgobello |

| Arbitro: | Bonfrisco (Monza) |

|  |           |                          |
|  | Marcatori | 17’ Frezza 57’ Marazzina |

| Arbitro: | Pirrone (Messina) |

|             |           |  |
| Schwoch 67’ | Marcatori |  |

| Arbitro: | Bolognino (Milano) |

|                             |           |                                    |
| Borgobello 17’ Cucciari 57’ | Marcatori | 24’ (aut.) Fabris 70’ (rig.) Gelsi |

| Arbitro: | Sputore (Vasto) |

|  |           |                     |
|  | Marcatori | 25’, 73’ Borgobello |

| Arbitro: | Branzoni (Pavia) |

|                |           |  |
| Borgobello 64’ | Marcatori |  |

| Arbitro: | Dagnello (Trieste) |

|                                        |           |                         |
| Stellone 5’ Piangerelli 15’ Casale 55’ | Marcatori | 6’ Fabris 71’ Buonocore |

| Arbitro: | Guiducci (Arezzo) |

|            |           |  |
| Baccin 56’ | Marcatori |  |

| Arbitro: | Bonfrisco (Monza) |

|                              |           |  |
| Fabris 61’ (aut.) Hubner 69’ | Marcatori |  |

| Arbitro: | Dagnello (Trieste) |

|                                          |           |                                  |
| Borgobello 17’ Buonocore 40’ Monetta 86’ | Marcatori | 11’ Bortoluzzi 54’ (rig.) Longhi |

| Arbitro: | Branzoni (Pavia) |

|                            |           |                       |
| Salvetti 46’ Tamburini 82’ | Marcatori | 77’ (rig.) Borgobello |

| Arbitro: | Racalbuto (Gallarate) |

|                            |           |  |
| Onorato 17’ Borgobello 26’ | Marcatori |  |

| Arbitro: | Bertini (Arezzo) |

|                   |           |                |
| Artico 57’ (rig.) | Marcatori | 37’ Borgobello |

| Arbitro: | Borriello (Mantova) |

|                     |           |                 |
| Borgobello 26’, 88’ | Marcatori | 39’ Florijancic |

### Coppa Italia
| Arbitro: | Bettin (Padova) |

|                     |           |                  |
| Bettella 86’ (aut.) | Marcatori | 47’ (aut.) Brevi |

| Arbitro: | Rosetti (Torino) |

|                                           |           |                            |
| Francioso 2’, 49’ F. Giampaolo 14’ (rig.) | Marcatori | 18’ (rig.) Sesia 86’ Cento |